# Arheisch
Als arheisch (altgriechisch ἀ- a- „un-, nicht“; ῥεῖν rhein „fließen“) bezeichnet man in den Geowissenschaften Flüsse, die ohne Oberflächenabfluss sind.
Ein arheischer Fluss ist ein Fluss, der scheinbar aus dem Nichts entsteht (also keinen nachweisbaren Quellfluss hat), in einer Wüste oder einer Salzpfanne versickert und keinen Ozean erreicht (siehe etwa den Wadi Bahr el-Ghazal und den Tschadsee). Gelegentlich kommt er auch an anderer Stelle wieder an die Oberfläche und setzt sich somit als endorheischer Fluss fort.
Ebenso kann auch ein See ohne eigentlichen Zufluss und mit einer Talsperre ein arheisches Becken ergeben. Beispielhaft ist der Tanasee im äthiopischen Hochland, der sich in den Blauen Nil ergießt.